# Torricula

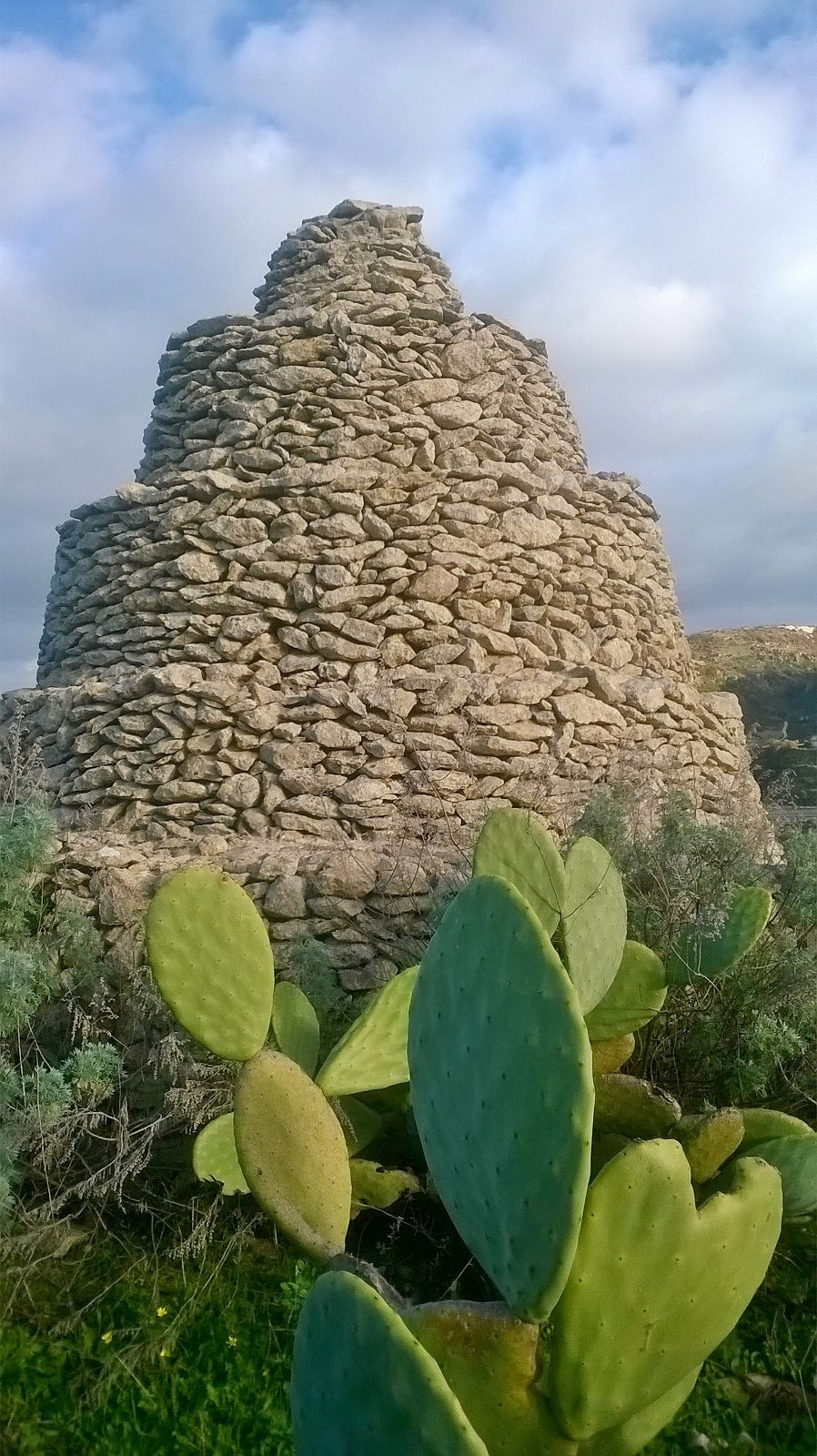
Torricula di Macaule, tipo a Gradoni, agro di Ittiri (SS)

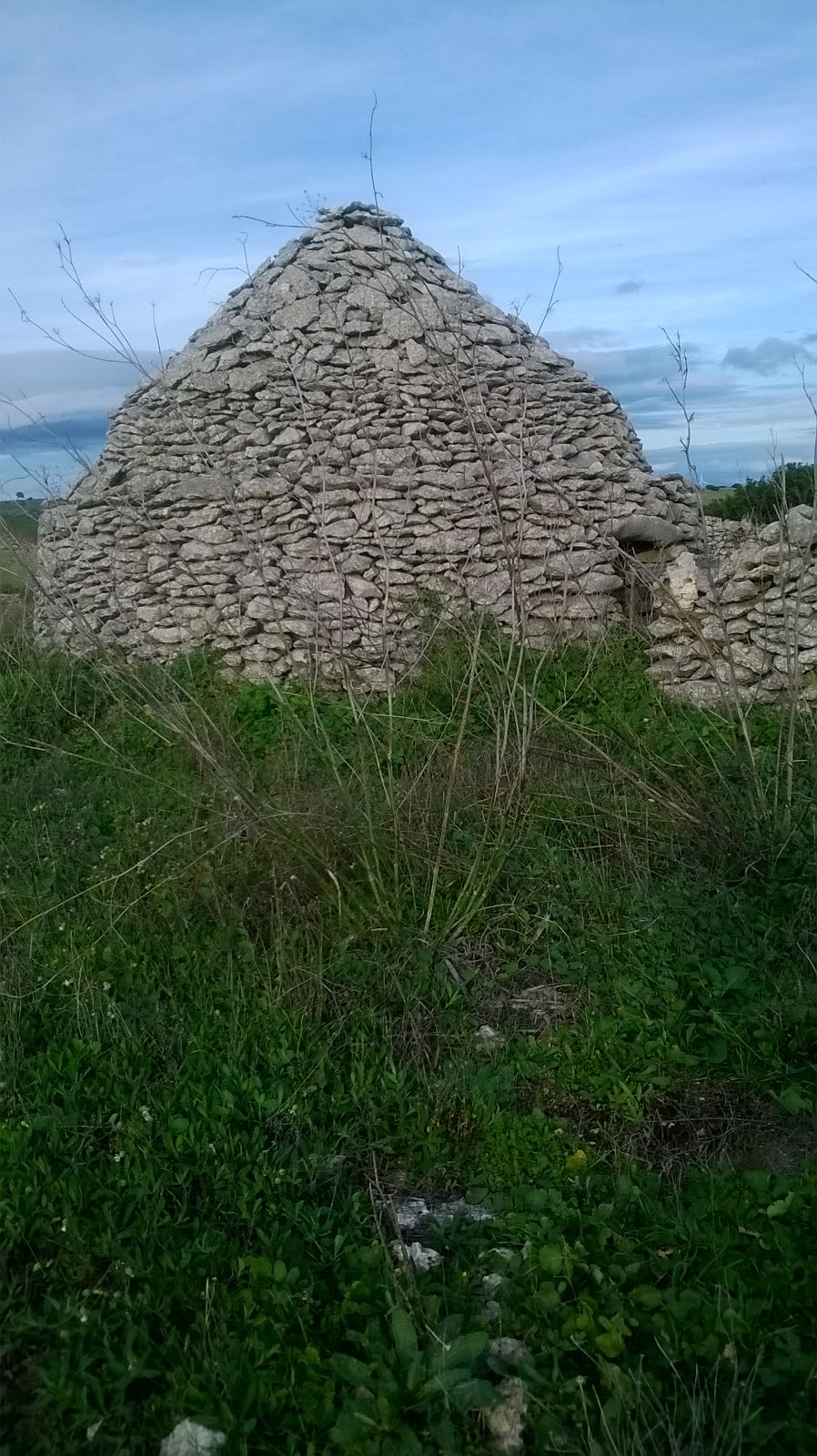
Torricula Sas Seas, agro di Ittiri (SS)

La torricula (in sardo sa turricula) è un termine specifico adoperato solo per le torri in pietra a secco della tipologia a gradoni e non, presenti  nel nord-ovest della Sardegna;
il territorio della regione storica del  Coros  in particolare l'agro di Ittiri  è ricco di queste costruzioni; altri fabbricati  assomiglianti, sono presenti nel Logudoro, nel Mejlogu e più a sud in Planargia.
Queste case-torri rurali risalenti anche a fine 1800 sono state  costruite soprattutto dai contadini e dai pastori locali adibendole a ricovero temporaneo e deposito attrezzi;
in particolare, i contadini le usavano per difendersi  dalle intemperie durante il lavoro di semina o di raccolta dei frutti dei campi; i pastori come punto di sosta durante la transumanza invernale e per difendere il bestiame dai furti  che  durante le notti di plenilunio erano molto diffusi.
Le struttura, di tipo circolare conica, ricorda i nuraghi e le fortificazioni aragonesi presenti nell'isola.
La pietra calcarea presente nel territorio è la materia prima di tali costruzioni,
molto leggera e facile da reperire.
La torricula di Macaule sita nell'agro di Ittiri è in perfetto stato di conservazione ed è un raro esempio di torre a gradoni costruita in  Sardegna.